# Хилари и Джеки
«Хилари и Джеки» (англ. Hilary and Jackie) — английский фильм-драма, снятый режиссёром Анандом Такером в 1998 году.

## Сюжет
Тэглайн фильма: «Две сестры. Две жизни. Одна любовь…» (Two sisters. Two lives. One Love…).
Правдивая история о двух сёстрах, которые разделили страсть, безумие и мужа. Снят по автобиографической книге Хилари дю Пре.
Две сестры-подруги, одинаково талантливые и преданные музыке, вступают в мир, который непременно хочет разделить их родственные и чрезвычайно близкие души. И между ними образуется пропасть. Сначала сюжетная линия раскручивается вокруг Хилари и в тех случаях, когда она переплетается с жизнью Джеки, просто удивляешься эгоизму, упрямству и цинизму последней. Но потом события будто повторяются, но уже через восприятие Джеки и начинаешь по-своему понимать её болезненное желание мужа сестры, а в действительности — ощущение определённого душевного комфорта у притворного совместного семейного очага. Это глубоко ранит сердце Хилари и заставляет её отказать сестре.
Собственная супружеская жизнь Джеки даёт ей скорее профессиональное удовлетворение, а значит — новые изнурительные концерты, записи, репетиции. Джеки начинает понимать, что все (в том числе и её муж) увлекаются не её личностью, а её виртуозной игрой, хотя, с другой стороны, не может понять, что музыка и есть часть её самой. Это неизбежно приводит к психическому расстройству и прогрессирующему заболеванию Джеки. Она перестаёт ходить, теряет зрение, слух, речь. И кто как не Хилари своей любовью успокоит раненую душу и принесёт примирение…

## В ролях
| Актёр              | Роль              |
| ------------------ | ----------------- |
| Рэйчел Гриффитс    | Хилари дю Пре     |
| Эмили Уотсон       | Жаклин дю Пре     |
| Джеймс Фрейн       | Даниэль Баренбойм |
| Дэвид Моррисси     | Кристофер Финци   |
| Чарльз Дэнс        | Дерек дю Пре      |
| Селия Имри         | Ирис дю Пре       |
| Руперт Пенри-Джонс | Пьер дю Пре       |
| Билл Патерсон      | Уильям Плит       |
| Кили Фландерс      | юная Хилари       |
| Ориоль Эванс       | юная Джеки        |